# Marsdenia formosana
Marsdenia formosana är en oleanderväxtart som beskrevs av Masamune. Marsdenia formosana ingår i släktet Marsdenia och familjen oleanderväxter. Inga underarter finns listade i Catalogue of Life.